# Franjo Neubauer
Franjo Neubauer rojen Franc Oton Neubauer, slovenski rimskokatoliški duhovnik in pesnik, * 16. marec 1872, Mirna, † 5. maj 1945, Mirna.

## Življenje in delo
Rodil se je očetu Francu in materi Amaliji (rojeni Terček). Po končani ljudski šoli in gimnaziji je vstopil v ljubljansko semenišče, kjer je po 1. letu izstopil; pozneje je odšel v celovško bogoslovje; tu je ostal 3 leta, zadnje leto pa je končal v Đakovu (Hrvaška). Po končanem študiju bogoslovja v Đakovu je bil 1. julija 1900 posvečen v duhovnika. Kot kaplan je služboval v Inđiji   in Pustincih, kot katehet v Rumi in Zemunu. Zaradi bolezni je bil 1918 na lastno prošnjo upokojen; od 1922 je opravljal  duhovniško službo v Velikem Gabru na Dolenjskem.
Njegove pesmi so bogoljubne, rodoljubne, ljubezenske in prigodniške. Objavljal jih je v raznih listih, med drugim tudi v Ljubljanskem zvonu. Kot bogoslovec v Celovcu in kasneje je s pesmimi in domoljubnimi članki v Miru (psevdonim: Bogdan) živo spremljal usodo koroških Slovencev. Značilne bogoljubne in rodoljubne pesmi so od 1899 izhajale v KMD; med njimi so najboljši cikli Iz potujčenega Srema in več religioznih ciklov, npr. Kraljici Majnika (KMD, 1911). Izmed prigodnic je zlasti omembe vreden slavospev Strossmayerju v zborniku Spomen cvijeće (Zagreb, 1900). 
Največ je na Neubauerjevo pesništvo vplival Simon Gregorčič. Ker so pesmi preproste in melodične, jih je mnogo tudi uglasbenih. 